# Bahnstrecke Karlsruhe–Mühlacker
| |                                                                                                |                                       |                                       |
| Streckennummer (DB): | 4200 9496 (Grötzingen–Söllingen AVG)                                                           |                                       |                                       |
| Kursbuchstrecke (DB): | 770 710.5 (Stadtbahn Karlsruhe) 772 („Klosterstadtexpress“)                                    |                                       |                                       |
| Kursbuchstrecke: | 319 (1946) 319a (Karlsruhe Hbf – Grötzingen 1946) 320 (Karlsruhe Hbf – Karlsruhe-Durlach 1946) |                                       |                                       |
| Streckenlänge: | 43,5 km                                                                                        |                                       |                                       |
| Spurweite: | 1435 mm (Normalspur)                                                                           |                                       |                                       |
| Streckenklasse: | D4                                                                                             |                                       |                                       |
| Stromsystem: | 15 kV, 16,7 Hz ~                                                                               |                                       |                                       |
| Maximale Neigung: | <15 4 (AVG-Strecke) ‰                                                                          |                                       |                                       |
| Streckengeschwindigkeit: | 140 80 (AVG-Strecke für LNT) 50 (AVG-Strecke) km/h                                             |                                       |                                       |
| Zweigleisigkeit: | ja, AVG-Strecke: nein                                                                          |                                       |                                       |
| |                                                                                                |                                       |                                       |
| \| \| \| von Basel, Rastatt, Winden \| \| \| \| −4,625 0,000 \| Karlsruhe Hbf \| Karlsruhe Hbf \| \| \| \| nach Mannheim \| \| \| \| −1,715 0,000 \| Ka-Hagsfeld–Karlsruhe Gbf \| Ka-Hagsfeld–Karlsruhe Gbf \| \| \| \| von Karlsruhe Gbf \| \| \| \| 0,000 0,000 \| nach Durlach und Karlsruhe-Innenstadt \| nach Durlach und Karlsruhe-Innenstadt \| \| \| 0,084 0,300 \| Karlsruhe-Durlach \| 116 m \| \| \| 0,000 1,200 \| Karlsruhe Hubstraße \| Karlsruhe Hubstraße \| \| \| \| nach Heidelberg \| \| \| \| \| \| \| \| \| 2,537 2,7800,000 \| Grötzingen \| 122 m \| \| \| 0,000 0,008 \| Grötzingen VBK/AVG \| Grötzingen VBK/AVG \| \| \| 0,000 0,100 \| Grötzingen AVG \| Grötzingen AVG \| \| \| 0,5490,000 \| nach Heilbronn \| nach Heilbronn \| \| \| 0,000 0,300 \| Grötzingen Oberausstraße \| Grötzingen Oberausstraße \| \| \| 0,000 0,900 \| Grötzingen Krappmühlenweg \| Grötzingen Krappmühlenweg \| \| \| 0,000 1,500 \| Berghausen Pfinzbrücke \| Berghausen Pfinzbrücke \| \| \| 0,000 2,300 \| Berghausen (Baden) \| 132 m \| \| \| 0,000 2,800 \| Berghausen Am Stadion \| Berghausen Am Stadion \| \| \| 6,954 3,800 \| Söllingen (b Karlsruhe) Abzw \| Söllingen (b Karlsruhe) Abzw \| \| \| 7,227 4,200 \| Söllingen Reetzstraße \| Söllingen Reetzstraße \| \| \| 7,576 4,500 \| Söllingen (b Karlsruhe) \| 139 m \| \| \| 8,321 0,000 \| Söllingen Kapellenstraße \| Söllingen Kapellenstraße \| \| \| 10,314 0,000 \| Kleinsteinbach \| 151 m \| \| \| 12,421 0,000 \| Wilferdingen-Singen (Remchingen) \| 155 m \| \| \| 15,328 0,000 \| Königsbach (Baden) \| 186 m \| \| \| 17,135 0,000 \| Bilfingen \| 196 m \| \| \| 19,400 0,000 \| Ersingen West \| Ersingen West \| \| \| \| Ersinger Tunnel (180 m) \| \| \| \| 19,852 0,000 \| Ersingen \| 236 m \| \| \| 22,100 0,000 \| Ispringen West (geplant) \| Ispringen West (geplant) \| \| \| 22,865 0,000 \| Ispringen \| 273 m \| \| \| \| Pforzheimer Tunnel (909 m) \| \| \| \| \| \| \| \| \| \| von Hochdorf (b Horb) \| \| \| \| \| \| \| \| \| 26,262 0,000 \| Pforzheim Hbf \| 281 m \| \| \| 29,823 0,000 \| Eutingen (Baden) \| 261 m \| \| \| 31,371 0,000 \| A 8 (39 m) \| A 8 (39 m) \| \| \| 32,045 0,000 \| Niefern \| 248 m \| \| \| 34,760 0,000 \| Enzberg \| 232 m \| \| \| 37,800 0,000 \| Mühlacker Em Süd (Bft) \| Mühlacker Em Süd (Bft) \| \| \| \| nach Mühlacker Em Nord \| \| \| \| \| von Bruchsal \| \| \| \| 38,903 0,000 \| Mühlacker \| 240 m \| \| \| \| nach Bietigheim-Bissingen \| \| |                                                                                                |                                       |                                       |
| Abzweig geradeaus, von links und von rechts |                                                                                                | von Basel, Rastatt, Winden            | von Basel, Rastatt, Winden            |
| Bahnhof mit S-Bahn-Halt | −4,625 0,000                                                                                   | Karlsruhe Hbf                         | Karlsruhe Hbf                         |
| Abzweig geradeaus und nach links |                                                                                                | nach Mannheim                         | nach Mannheim                         |
| Kreuzung geradeaus oben | −1,715 0,000                                                                                   | Ka-Hagsfeld–Karlsruhe Gbf             | Ka-Hagsfeld–Karlsruhe Gbf             |
| Abzweig geradeaus, von links und ehemals von rechts |                                                                                                | von Karlsruhe Gbf                     | von Karlsruhe Gbf                     |
| Kreuzung mit U-Bahn geradeaus unten · U-Bahn-Abzweig quer und von links | 0,000 0,000                                                                                    | nach Durlach und Karlsruhe-Innenstadt | nach Durlach und Karlsruhe-Innenstadt |
| Bahnhof mit S-Bahn-Halt · U-Bahn-S-Bahn-Halt | 0,084 0,300                                                                                    | Karlsruhe-Durlach                     | 116 m                                 |
| Strecke · U-Bahn-S-Bahn-Halt Anfang Hochstrecke | 0,000 1,200                                                                                    | Karlsruhe Hubstraße                   | Karlsruhe Hubstraße                   |
| Abzweig geradeaus und nach links · U-Bahn-Kreuzung mit Eisenbahn Ende Hochstrecke |                                                                                                | nach Heidelberg                       | nach Heidelberg                       |
| Abzweig geradeaus und von links · U-Bahn-Abzweig geradeaus und nach rechts |                                                                                                |                                       |                                       |
| S-Bahnhof · U-Bahn-S-Bahn-Halt | 2,537 2,7800,000                                                                               | Grötzingen                            | 122 m                                 |
| Strecke · U-Bahn-Grenze mit Eisenbahn | 0,000 0,008                                                                                    | Grötzingen VBK/AVG                    | Grötzingen VBK/AVG                    |
| Strecke · Dienststation / Betriebs- oder Güterbahnhof | 0,000 0,100                                                                                    | Grötzingen AVG                        | Grötzingen AVG                        |
| Abzweig geradeaus und nach links · Kreuzung links | 0,5490,000                                                                                     | nach Heilbronn                        | nach Heilbronn                        |
| Strecke · S-Bahn-Halt | 0,000 0,300                                                                                    | Grötzingen Oberausstraße              | Grötzingen Oberausstraße              |
| Strecke · S-Bahnhof | 0,000 0,900                                                                                    | Grötzingen Krappmühlenweg             | Grötzingen Krappmühlenweg             |
| Strecke · S-Bahn-Halt | 0,000 1,500                                                                                    | Berghausen Pfinzbrücke                | Berghausen Pfinzbrücke                |
| ehemaliger Haltepunkt / Haltestelle · S-Bahnhof | 0,000 2,300                                                                                    | Berghausen (Baden)                    | 132 m                                 |
| Strecke · S-Bahn-Halt | 0,000 2,800                                                                                    | Berghausen Am Stadion                 | Berghausen Am Stadion                 |
| Abzweig geradeaus und von links · Abzweig geradeaus und nach rechts | 6,954 3,800                                                                                    | Söllingen (b Karlsruhe) Abzw          | Söllingen (b Karlsruhe) Abzw          |
| S-Bahn-Halt · S-Bahn-Halt | 7,227 4,200                                                                                    | Söllingen Reetzstraße                 | Söllingen Reetzstraße                 |
| S-Bahn-Halt · S-Kopfbahnhof Streckenende | 7,576 4,500                                                                                    | Söllingen (b Karlsruhe)               | 139 m                                 |
| S-Bahn-Halt | 8,321 0,000                                                                                    | Söllingen Kapellenstraße              | Söllingen Kapellenstraße              |
| S-Bahn-Halt | 10,314 0,000                                                                                   | Kleinsteinbach                        | 151 m                                 |
| Bahnhof mit S-Bahn-Halt | 12,421 0,000                                                                                   | Wilferdingen-Singen (Remchingen)      | 155 m                                 |
| S-Bahn-Halt | 15,328 0,000                                                                                   | Königsbach (Baden)                    | 186 m                                 |
| S-Bahn-Halt | 17,135 0,000                                                                                   | Bilfingen                             | 196 m                                 |
| S-Bahn-Halt | 19,400 0,000                                                                                   | Ersingen West                         | Ersingen West                         |
| Tunnel |                                                                                                | Ersinger Tunnel (180 m)               | Ersinger Tunnel (180 m)               |
| S-Bahn-Halt | 19,852 0,000                                                                                   | Ersingen                              | 236 m                                 |
| ehemaliger S-Bahn-Halt | 22,100 0,000                                                                                   | Ispringen West (geplant)              | Ispringen West (geplant)              |
| S-Bahn-Halt | 22,865 0,000                                                                                   | Ispringen                             | 273 m                                 |
| Tunnel |                                                                                                | Pforzheimer Tunnel (909 m)            | Pforzheimer Tunnel (909 m)            |
| |                                                                                                |                                       |                                       |
| Abzweig geradeaus und von rechts |                                                                                                | von Hochdorf (b Horb)                 | von Hochdorf (b Horb)                 |
| |                                                                                                |                                       |                                       |
| Bahnhof mit S-Bahn-Halt | 26,262 0,000                                                                                   | Pforzheim Hbf                         | 281 m                                 |
| Haltepunkt / Haltestelle | 29,823 0,000                                                                                   | Eutingen (Baden)                      | 261 m                                 |
| Brücke | 31,371 0,000                                                                                   | A 8 (39 m)                            | A 8 (39 m)                            |
| Haltepunkt / Haltestelle | 32,045 0,000                                                                                   | Niefern                               | 248 m                                 |
| Haltepunkt / Haltestelle | 34,760 0,000                                                                                   | Enzberg                               | 232 m                                 |
| Dienststation / Betriebs- oder Güterbahnhof | 37,800 0,000                                                                                   | Mühlacker Em Süd (Bft)                | Mühlacker Em Süd (Bft)                |
| Abzweig geradeaus und nach links |                                                                                                | nach Mühlacker Em Nord                | nach Mühlacker Em Nord                |
| Abzweig geradeaus und von links |                                                                                                | von Bruchsal                          | von Bruchsal                          |
| Bahnhof | 38,903 0,000                                                                                   | Mühlacker                             | 240 m                                 |
| Strecke |                                                                                                | nach Bietigheim-Bissingen             | nach Bietigheim-Bissingen             |

Die Bahnstrecke Karlsruhe–Mühlacker ist eine Eisenbahnstrecke im Westen Baden-Württembergs. Sie wurde von 1859 bis 1863 als zweite Verbindung zwischen den Netzen der badischen und württembergischen Staatsbahnen erbaut und bildet bis heute eine wichtige Ost-West-Achse in Süddeutschland.
Ausgangspunkt auf badischer Seite war ursprünglich Durlach, wo Anschluss an die Badische Hauptbahn bestand. Erst später wurde die Strecke bis nach Karlsruhe verlängert.
Von Durlach führt die Strecke durch das Pfinz- und Kämpfelbachtal, unterquert in einem Tunnel bei Pforzheim die Wasserscheide zwischen Rhein und Neckar und folgt östlich von Pforzheim der Enz bis nach Mühlacker.
Die Bahnstrecke Stuttgart–Karlsruhe, die aus dieser Strecke und einem Teil der württembergischen Westbahn besteht, wird seit Ende 2010 von der Deutschen Bahn unter der Bezeichnung „Residenzbahn“ geführt. Dieser Name war das Ergebnis eines öffentlichen Wettbewerbs.

## Geschichte

### Entstehung der Strecke
Bereits in den 1840er Jahren, als erste Verhandlungen über eine Verbindung der Schienennetze Badens und Württembergs stattfanden, hatte Baden sich für eine Strecke von Karlsruhe über Pforzheim nach Stuttgart eingesetzt, war damit aber nach langen Auseinandersetzungen gescheitert. Für Baden hatte die Linie zwei wichtige Aufgaben: Zum einen sollte die Industriestadt Pforzheim an das Schienennetz angebunden werden, zum anderen wollte man eine möglichst direkte Verbindung für den Transitverkehr von Frankreich nach Süddeutschland und Österreich-Ungarn schaffen.
Als Kompromisslösung wurde in einem Staatsvertrag 1850 der Bau der Westbahn von Stuttgart nach Bruchsal vereinbart, dabei aber dem Land Baden das Recht eingeräumt, eine Zweigstrecke über Pforzheim nach Karlsruhe einzurichten. Hierzu erhielt die Westbahn einen etwas südlicheren Verlauf, um am Eckenweiher Hof auf Gemarkung der Gemeinde Dürrmenz den zukünftigen Verzweigungsbahnhof Mühlacker einrichten zu können.
Nachdem sich die finanzielle und politische Lage Badens nach den revolutionären Ereignissen von 1848/49 entspannt hatte und zudem das Hauptprojekt der Badischen Staatsbahnen, die Rheintalbahn von Mannheim nach Basel, 1855 fertiggestellt worden war, konnte sich Baden dem zuvor aufgeschobenen Bauvorhaben zuwenden. Zusätzlichen Schub erhielt das Projekt durch den 1857 vereinbarten und 1861 fertiggestellten Bau einer Eisenbahnbrücke über den Rhein bei Kehl, die eine Verbindung des badischen mit dem französischen Eisenbahnnetz herstellte und damit eine internationale Ost-West-Verbindung schuf.
Bereits 1856 hatte die württembergische Regierung angefragt, ob sie die Ausführung des Teilstückes Mühlacker–Pforzheim übernehmen solle. Damit wollte sie die Voraussetzung zum Bau von Eisenbahnen im Enz- und Nagoldtal schaffen. Diese beiden Täler im Nordschwarzwald gehörten überwiegend zu Württemberg, die verkehrliche Anbindung musste jedoch aus topografischen Gründen über das badische Pforzheim erfolgen. Baden beharrte jedoch auf seinem 1850 vereinbarten Recht, die Strecke selbst zu bauen.
So kam es am 17. Dezember 1857 zum Abschluss eines ersten Staatsvertrages, der den Bau der Strecke regelte. Dieser sah für Württemberg günstige Bedingungen vor: Baden durfte seine Bahn in Mühlacker anschließen, im Gegenzug sollte Württemberg zu einem späteren Zeitpunkt Seitenbahnen aus dem Enz- und Nagoldtal in Pforzheim anschließen dürfen. Außerdem war für die Durlach-Mühlacker-Bahn keine Befreiung von württembergischen Steuern vorgesehen, wie dies umgekehrt für die Westbahn auf badischem Territorium der Fall war. Daher wurde der Vertrag in der ersten Kammer des badischen Landtages abgelehnt, aber der Bau der badischen Teilstrecke zunächst bewilligt. So konnte am 10. August 1859 der Abschnitt zwischen Durlach und Wilferdingen und am 7. Juli 1861 der Weiterbau bis Pforzheim eingeweiht werden. In Durlach bestand Anschluss an die Badische Hauptbahn nach Karlsruhe. Die ursprünglich vorgesehene Streckenführung zwischen Wilferdingen und Pforzheim über Nöttingen, Ellmendingen und Dietlingen wurde wegen der ablehnenden Haltung der Gemeinden Ellmendingen und Dietlingen zugunsten der Führung durch das Kämpfelbachtal über Königsbach, Ersingen und Ispringen fallengelassen.
Mit Württemberg wurde neu verhandelt, was zu einem neuen Vertrag vom 6. November 1860 führte. In diesem wurde Baden die gleiche steuerliche Behandlung wie im umgekehrten Falle der Westbahn zugesagt; in der Frage der Enz- und Nagoldtalbahn sagte Baden zu, diese nicht durch technische Schwierigkeiten zu behindern. Nach diesem Vertrag konnte die Teilstrecke Pforzheim–Mühlacker gebaut und am 1. Juni 1863 in Betrieb genommen werden. In Mühlacker existierten lange Zeit zwei Bahnhöfe nebeneinander, der Durchgangsbahnhof der württembergischen und der Kopfbahnhof der badischen Staatsbahn. Durchgehende Züge wechselten in Mühlacker die Lokomotive, erst ab 1890 verkehrten die ersten Züge ohne Lokwechsel von Karlsruhe nach Stuttgart. Vollständig verlor Mühlacker seine Rolle als Grenzbahnhof erst mit der Gründung der Deutschen Reichsbahn im Jahr 1920.

### Weitere Entwicklung

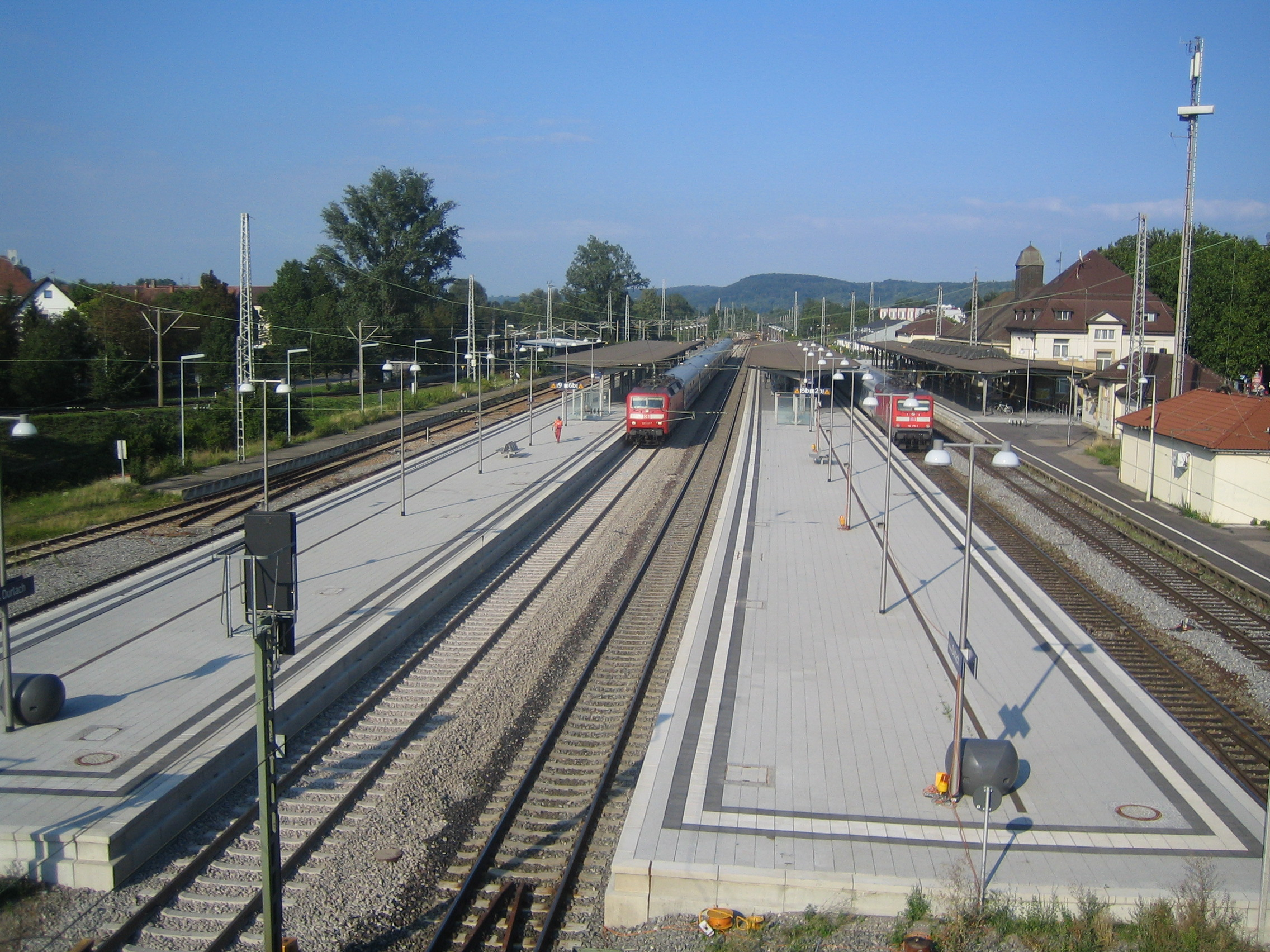
Bahnhof Karlsruhe-Durlach (Aug. 2005). Die beiden rechten Gleise gehören zur Strecke Karlsruhe–Mühlacker

Schon bald gewann die Strecke große verkehrliche Bedeutung. Daher wurde sie bereits relativ früh zweigleisig: 1867 zwischen Wilferdingen und Pforzheim und 1869 zwischen Durlach und Wilferdingen sowie zwischen Pforzheim und Mühlacker. Mit dem Neubau des Karlsruher Hauptbahnhofs erhielt auch der Bahnhof Karlsruhe-Durlach 1911 eine neue Lage westlich des bisherigen Standorts. Mit der Eröffnung des neuen Karlsruher Hauptbahnhofs am 23. Oktober 1913 wurde die Bahnstrecke von Durlach bis dorthin rückverlängert, so dass die Gleise der Badischen Hauptbahn fortan nicht mehr mitbenutzt werden mussten.
Im Laufe der Zeit schlossen mehrere Bahnlinien mit überwiegend lokaler Bedeutung an die Strecke Karlsruhe–Mühlacker an:
- die Enztalbahn von Pforzheim nach Wildbad (1868)
- die Nagoldtalbahn von Pforzheim nach Calw (1874)
- die Kraichgaubahn von Grötzingen nach Heilbronn (1879)
- die Güterumgehungsbahn Karlsruhe ermöglichte ab 1895 eine Weiterfahrt der Güterzüge von Durlach zum neu errichteten Rangierbahnhof Karlsruhe

Mit einem kurzen Fußweg vom Pforzheimer Hauptbahnhof zum Leopoldplatz war von 1901 bis 1968 auch die Weiterfahrt mit der Kleinbahn Pforzheim–Ittersbach möglich.
Am 1. Juni 1958 wurde der elektrische Betrieb Karlsruhe–Mühlacker aufgenommen und damit die Lücke im Streckennetz zwischen der bereits zuvor elektrifizierten Rheintalbahn und der württembergischen Westbahn geschlossen.
Als Teil der kürzesten Verbindung zwischen Paris und Wien stellt die Strecke von jeher ein wichtiges Bindeglied im internationalen Verkehr dar. Ab 1883 verkehrte der Orient-Express auf seinem Weg von Paris nach Istanbul über die Strecke. Bis 1939 hatte sich das Zugangebot im Fernverkehr auf täglich zehn Schnellzüge (D) im West-Ost-Verkehr und sieben Schnellzüge im Ost-West-Verkehr vergrößert. Davon liefen fünf Zugpaare ab/bis Paris und drei Zugpaare ab/bis Wien durch, ferner je ein Zugpaar bis/ab Prag und Warschau (über Nürnberg) und Wuppertal (über Neustadt an der Weinstraße–Bad Kreuznach). Hinzu kam der dreimal wöchentlich verkehrende Orient-Express sowie fünf Eilzüge in West-Ost-Richtung und sieben Eilzüge in Ost-West-Richtung zwischen Karlsruhe und Stuttgart. Die Fernverkehrszüge benötigten damals für die Strecke von Karlsruhe nach Stuttgart zwischen 85 und 90 Minuten.
Nach dem Zweiten Weltkrieg blieb das Fahrplanangebot zunächst hinter dem Vorkriegsstand zurück: die Zeit der Luxuszüge war vorüber und somit wurde der Orient-Express zunächst in einen Fernschnellzug (F) und dann in einen Schnellzug umgewandelt. 2009 wurde der zuletzt lediglich zwischen Strasbourg und Wien eingesetzte Zug schließlich eingestellt. Ab 1954 wurde das Zugangebot durch den F-Zug Mozart Straßburg–Salzburg (ab 1964 Paris–Wien) ergänzt, der als Schnellzug, Fern-Express (FD) bzw. EuroCity (EC) bis 2002 erhalten blieb.
Nachdem sich das Fernverkehrsangebot noch bis in die 1980er Jahre auf wenige Schnellzugpaare täglich und ein Intercity-Zugpaar beschränkt hatte, führte der 1991 aufgenommene Interregio-Verkehr im Zweistundentakt zu einer erheblichen Angebotsverbesserung. Nach Eröffnung der Schnellfahrstrecke Mannheim–Stuttgart konnten die Fernverkehrszüge zwischen Vaihingen und Stuttgart die Neubaustrecke befahren und somit den Umweg über Bietigheim-Bissingen einsparen. Die auf diese Weise beschleunigte Verbindung benötigte von Karlsruhe nach Stuttgart mit Zwischenhalten in Pforzheim, Mühlacker und Vaihingen nur noch 52 Minuten. Allerdings entstand der Strecke Karlsruhe–Pforzheim–Mühlacker durch die Neubaustrecke Konkurrenz, da nun die schnellste Verbindung von Karlsruhe nach Stuttgart nicht mehr über Pforzheim, sondern über Bruchsal führte. 2003 wurden die Interregios durch Intercity der Linie 61 mit dem Laufweg Karlsruhe–Stuttgart–Nürnberg (-Leipzig) ersetzt.
Nach dem Zusammenstoß eines Busses mit einem Regionalzug an einem Bahnübergang in Kleinsteinbach im Jahr 2006 wurde die zulässige Geschwindigkeit von mehr als 100 auf 30 km/h herabgesetzt. Zur Beseitigung des Bahnübergangs wird eine insgesamt etwa 18 Millionen Euro teure Kombination aus einer Straßenüberführung und einer Fußgängerunterführung erwogen. Im Juli 2021 wurden entsprechende Planungsleistungen ausgeschrieben.

### Stadtbahnverkehr
In den 1980er Jahren entwickelte die Stadt Karlsruhe Pläne zum Aufbau eines Stadtbahnsystems, das auch regionale Eisenbahnstrecken miteinbeziehen sollte. Dieses später als „Karlsruher Modell“ bekannt gewordene Nahverkehrssystem sollte von Anfang an auch das Streckenstück zwischen Durlach und Wilferdingen miteinbeziehen, um den regen Nahverkehr zwischen Karlsruhe und den Gemeinden Pfinztal und Remchingen bedienen zu können. 1992 wurden die Planungen auf die Strecke bis Pforzheim ausgedehnt.

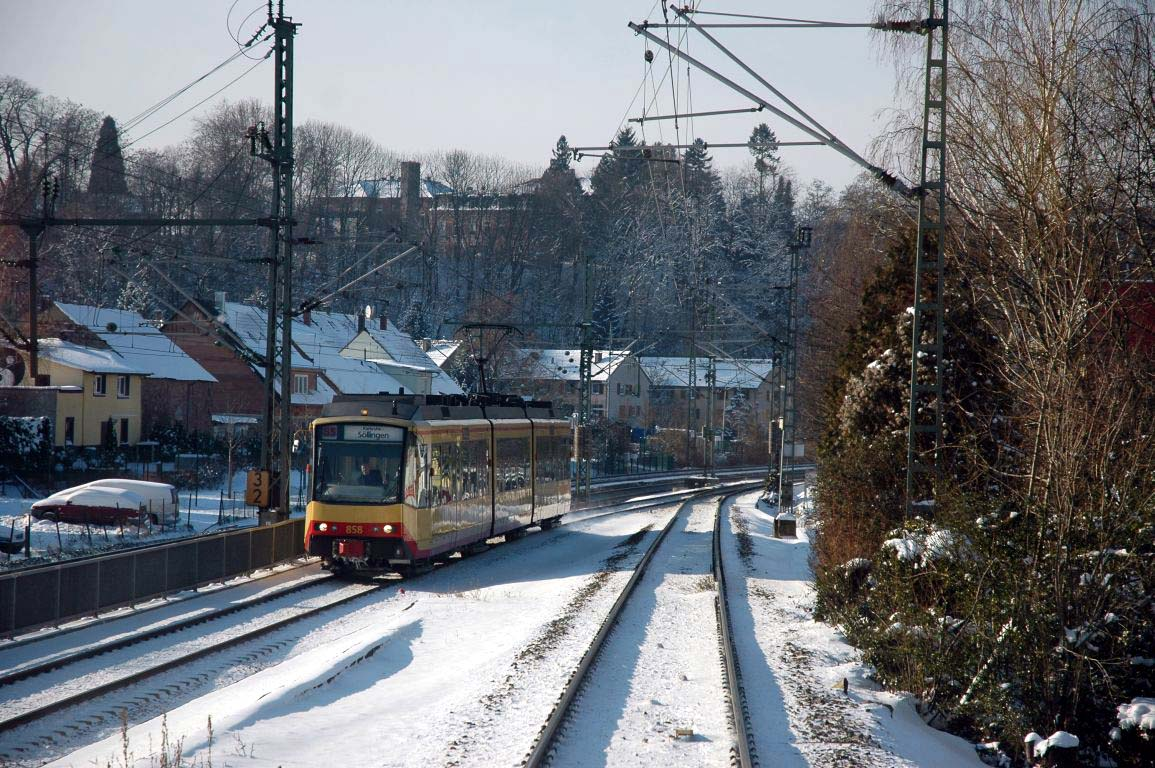
Karlsruher Stadtbahn der Linie S5 am Abzweig des Stadtbahngleises von der Kraichgaubahn am Haltepunkt Oberausstraße

Da jedoch der vorgesehene dichte Stadtbahntakt nicht auf den bestehenden Gleisen abgewickelt werden konnte, wurde die Infrastruktur zwischen Grötzingen und Söllingen um ein zusätzliches Gleis ergänzt, das ausschließlich dem Stadtbahnverkehr dient und von der Albtal-Verkehrs-Gesellschaft (AVG) als eigene Strecke unter dem Namen Pfinztalbahn betrieben wird. In Söllingen erhielt das neue Stadtbahngleis eine Endhaltestelle mit zwei Stumpfgleisen. Ein Gleiswechsel ermöglicht den Übergang von der eingleisigen Nahverkehrsstrecke auf die zweigleisige Strecke der Deutschen Bahn AG. Außerdem entstanden zwischen Grötzingen und Pforzheim sieben neue Haltepunkte.

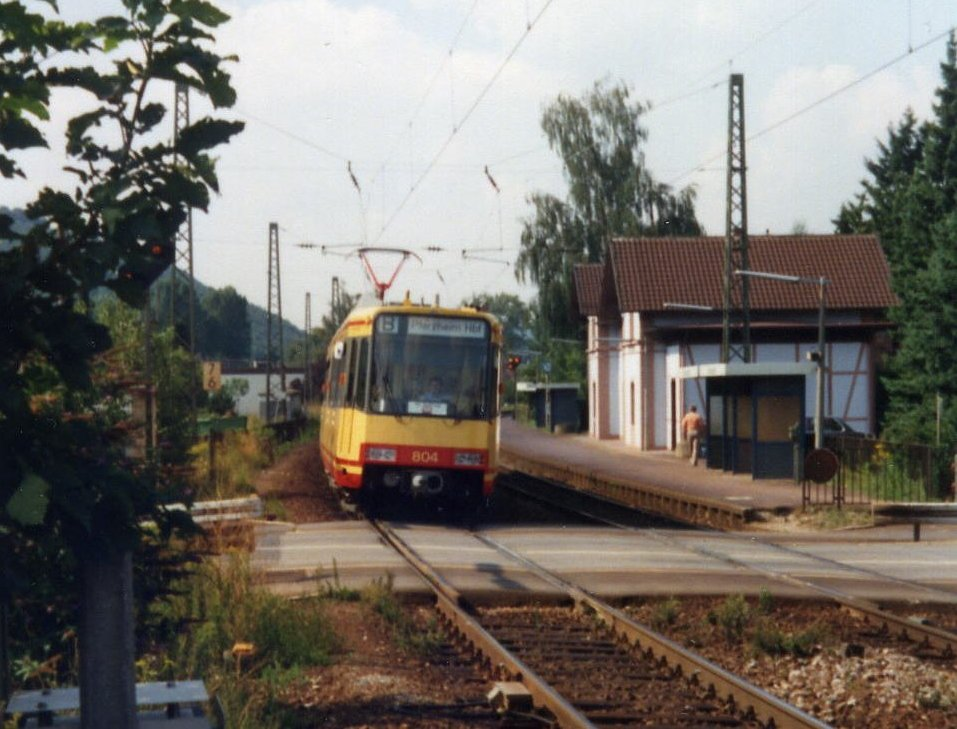
Stadtbahn auf der Fahrt von Karlsruhe nach Pforzheim am Bahnhof von Söllingen (1991). Das Bahnhofsgebäude ist inzwischen dem Stadtbahngleis gewichen.

Noch vor dem Bau des zusätzlichen Streckengleises wurde 1991 mit Zweisystem-Stadtbahnwagen der AVG ein verdichteter Nahverkehr zwischen Karlsruhe Hbf und Pforzheim Hbf eingeführt, der am 31. Mai 1997 durch den vollen Stadtbahnbetrieb ersetzt wurde. Die Bedienung der Strecke Karlsruhe–Pforzheim im Nahverkehr erfolgt nun durch die Stadtbahnlinie S5, die nicht mehr zum Karlsruher Hauptbahnhof, sondern durch die Karlsruher Innenstadt bis ins rheinland-pfälzische Wörth am Rhein geführt wird. 1999 wurde der Stadtbahnverkehr über Pforzheim hinaus bis nach Bietigheim-Bissingen verlängert. Seit 9. Juni 2019 verkehrt die S5 nur noch bis Pforzheim. Dafür wurde der Takt der Regionalzüge verdichtet.

## Betrieb

### Strecke
Die Stammstrecke wird von der DB AG als zweigleisige, elektrifizierte Hauptbahn betrieben. Neben den Endbahnhöfen besitzen nur noch die Bahnhöfe in Durlach, Grötzingen, Wilferdingen-Singen und Pforzheim Nebengleise, alle anderen Zwischenstationen wurden im Laufe der Zeit zu Haltepunkten umgewandelt. Anlässlich der Einführung des Stadtbahnbetriebes wurden an einigen Stationen Anpassungen der Signalanlagen vorgenommen. Vom ehemaligen Endbahnhof der Badischen Staatsbahnen in Mühlacker existiert nur noch das Gleis 50. In Mühlacker entstand 1941 die Mühlacker Kurve als Verbindungskurve zur Strecke nach Bretten.

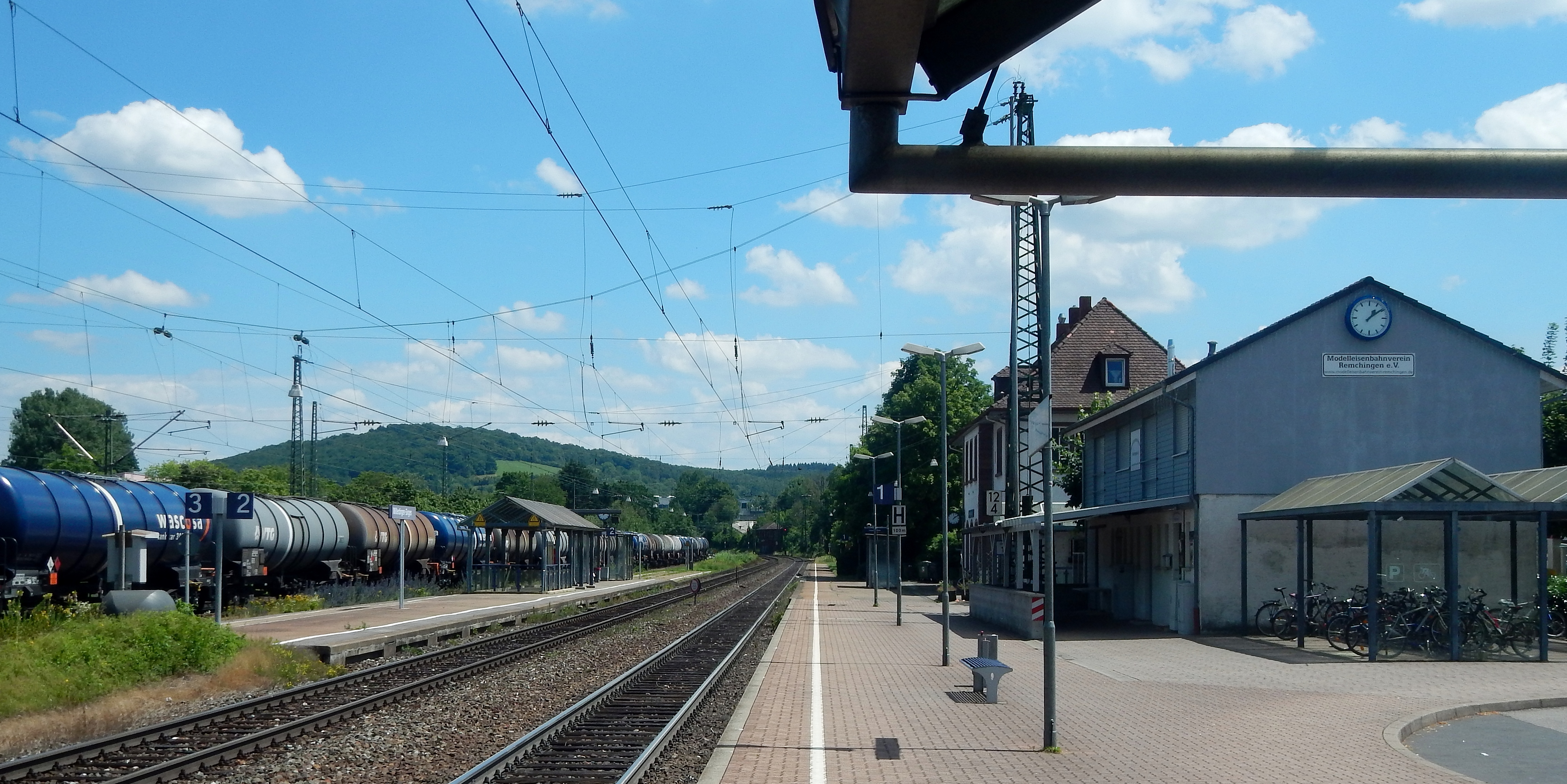
Bahnhof Wilferdingen-Singen

Das Stadtbahngleis zwischen Grötzingen und Söllingen wird von der AVG als eingleisige Nebenbahn betrieben. Ausweichen bestehen am Krappmühlenweg sowie in Berghausen Bahnhof. In Söllingen wurde ein zweigleisiger Endbahnhof errichtet. In Grötzingen Bahnhof und nördlich des Haltepunktes Söllingen Reetzstraße bestehen Überleitstellen zur Stammstrecke der DB AG.
2018 wurde der Pforzheimer Tunnel durch einen parallel geführten, neuen Tunnel ersetzt. Der über 150 Jahre alte Bestandstunnel befand sich in einem schlechten Zustand. Er war zuletzt 1984 saniert worden und wies mit 3,64 m einen geringen Gleisabstand auf. Der zweigleisige neue Tunnel ist etwa gleich lang wie der alte Tunnel. Die Gleise liegen auf einer Festen Fahrbahn.
Am 23. März 2013 wurde der Planfeststellungsbeschluss für den Neubau erlassen. Der Tunnelanschlag erfolgte am 15. Januar 2015, die Eröffnung des neuen Tunnels am 10. September 2018. Der Neubau, einschließlich der Verfüllung des bestehenden Tunnels und weiteren Arbeiten, kostete etwa 100 Millionen Euro.

#### Streckenverlauf
Die Bahnstrecke verlässt Karlsruhe Hauptbahnhof nordostwärts, um in der Rheinebene zum ursprünglichen Ausgangsbahnhof in Karlsruhe-Durlach zu gelangen. Danach nutzt die Trasse das Pfinztal im Kraichgau bis Singen, wo die Bahnstrecke in das Tal des Kämpfelbaches wechselt, um nach Ispringen unter der Wasserscheide zum Enztal in Pforzheim zu gelangen. Am Fuße des linken (nördlichen) Talhangs geht es dann weiter nordostwärts bis nach Mühlacker, wo die Bahnstrecke die Flussniederung in einem Seitengraben Richtung Norden an die Südabdachung des Schrecksteins bei Illingen verlässt.

### Personenverkehr

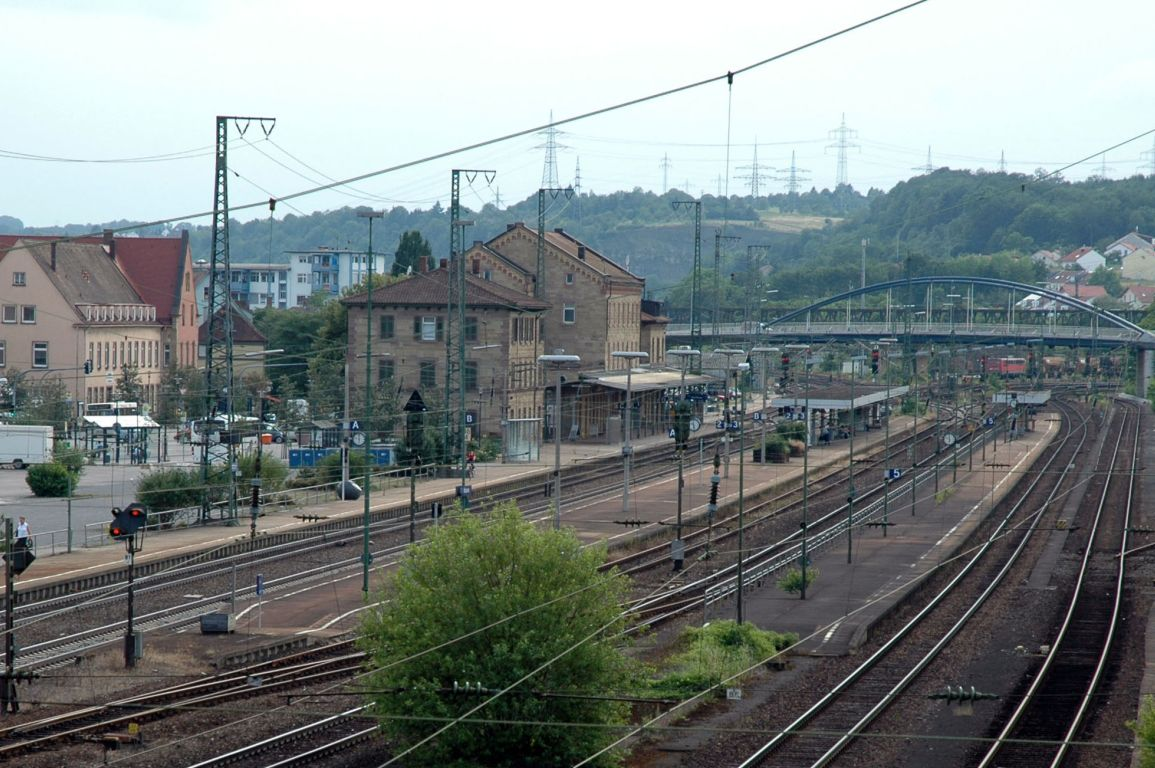
Gleisanlagen in Mühlacker (Juni 2006). Der ursprüngliche Endbahnhof der Strecke befand sich hinter dem im Bild sichtbaren Empfangsgebäude.

Im Fernverkehr wird die Strecke Karlsruhe–Pforzheim–Mühlacker–Stuttgart alle zwei Stunden durch Intercity-Züge bedient, die nur in Karlsruhe, Pforzheim, Mühlacker, Vaihingen (Enz) und in Tagesrandlage auch in Durlach halten. Der Orient-Express genannte EuroNight-Zug, der zwischen Wien und Paris verkehrt, passiert die Strecke nachts seit dem kleinen Fahrplanwechsel (10. Juni 2007) zum Sommerfahrplan 2007 nur noch in Richtung Paris; die Weiterfahrt in Stuttgart nach Wien wurde (auch wegen eines neuen Hochgeschwindigkeitsverkehres von Stuttgart über Karlsruhe und Strasbourg nach Paris-Est mit dem französischen TGV) ersatzlos gestrichen.
Das Fahrplanangebot im schnellen Personennahverkehr besteht aus einer Regional-Express-Linie RE 1 im 30/30/60-Minuten-Takt, sodass mit dem IC zwischen Karlsruhe und Stuttgart etwa ein Halbstundentakt entsteht. Zwischen Karlsruhe und Stuttgart halten die RE-Züge in Durlach, Wilferdingen-Singen (nur stündlich), Pforzheim, Mühlacker und Vaihingen (Enz). Außerdem verkehrt eine halbstündliche Metropolexpress-Linie von Pforzheim nach Bietigheim-Bissingen und stündlich weiter nach Stuttgart mit Halt an allen Stationen zwischen Pforzheim und Bietigheim-Bissingen, danach Ludwigsburg und Stuttgart. Einzelne Züge verkehren über Pforzheim hinaus nach Karlsruhe oder Bad Wildbad. Im westlichen Abschnitt ist die Strecke Teil der Stadtbahnlinie S5 der AVG mit dem Verlauf Wörth–Karlsruhe Innenstadt–Pforzheim. Das Fahrplanangebot sieht werktags einen 10-Minuten-Takt zwischen Karlsruhe und Pfinztal und mindestens einen 20/40-Minuten-Takt zwischen Pfinztal und Pforzheim vor.
Zwischen Karlsruhe und Wilferdingen-Singen gilt der Verbundtarif des Karlsruher Verkehrsverbundes (KVV), zwischen Wilferdingen-Singen und Mühlacker der Tarif des Verkehrsverbundes Pforzheim-Enzkreis (VPE).

### Güterverkehr
Neben dem Personenverkehr dient die Strecke auch dem durchgehenden Güterverkehr. Erwähnenswert sind die schweren Kesselwagen-Ganzzüge, die von der Karlsruher Raffinerie nach Ingolstadt gefahren werden. Von den Zwischenbahnhöfen wird nur noch Pforzheim Hauptbahnhof im Güterverkehr bedient. Jedoch werden im Bahnhof Wilferdingen-Singen gelegentlich noch Güterwagen abgestellt.